# ТВ ВК
ТВ ВК је била српска локална телевизија. Основана је 13. јуна 1997. године у Кикинди, а престала је да емитује програм 16.11.2016. Постојала је и истоимена радио станица која је поседовала регионалну лиценцу за подручје Севернобанатског управног округа: ВК Радио.